# RVNS Vạn Kiếp (HQ-14)
Hộ tống hạm Vạn Kiếp (HQ-14) là một tàu chiến thuộc biên chế của Hải quân Việt Nam Cộng Hòa.
Chiến hạm này do chính phủ Hoa Kỳ bàn giao cho chính phủ Việt Nam Cộng Hòa lúc 14.00 giờ ngày 03-06-1970 tại Pier J. New York Naval Shipyard. Hải quân Việt Nam Cộng Hòa đại diện chính phủ Việt Nam Cộng Hòa để nhận Lễ bàn giao.